# Human Genome Project
Human Genome Project (HGP) var ett stort internationellt forskningsprojekt, som genomfördes 1990-2003 och vars mål var att fastställa den sekvens av kemiska baspar som utgör människans DNA, och att identifiera och kartlägga alla generna i det mänskliga genomet från både en fysisk och en funktionell utgångspunkt. Det var världens dittills största samarbetsprojekt inom biologi. Projektet föreslogs och finansierades av den amerikanska regeringen och planering påbörjades 1984. Det mesta av sekvensering som regeringen betalade för utfördes på tjugo universitet och forskningscentra i USA, Storbritannien, Japan, Frankrike, Tyskland och Kina. Ett parallellt projekt genomfördes utan regeringens inblandning av Celera Corporation, vilket inleddes 1998.
The Human Genome Project syftade ursprungligen till att kartlägga de fler än tre miljarder nukleotider som finns i en människas haploida referensgenom. Genomet hos varje individ är unikt, varför en kartläggning av "det mänskliga genomet" innebär sekvensering av flera varianter av varje gen. Projektet har inte studerat hela det DNA som finns i mänskliga celler. Vissa heterokromatina områden, omkring åtta procent av det totala genomet, är ännu osekvenserade.

## Historik
I maj 1985 anordnade Robert Sinsheimer ett seminarium i USA för att diskutera en sekvensering av det mänskliga genomet, men av flera skäl var National Institutes of Health, (NIH) ointresserat av att fullfölja förslaget. Följande mars organiserades Santa Fe workshopen av Charles DeLisi och David Smith från Energidepartementets Office of Health och Environmental Research (Oher). Samtidigt föreslog Renato Dulbecco en fullständig sekvensering av genomet i en essä i Science. Två månader senare höll även James Watson en workshop på Cold Spring Harbor Laboratory.
Det faktum att Santa Fe-seminariet motiverades och stöddes av en federal myndighet öppnade en väg att genomföra ett projekt. I en promemoria till Alvin Trivelpiece på energiministeriet skissade dåvarande chefen för OHER Charles DeLisi ett förslag. Detta ledde så småningom till ett godkännande av omfördelning av medel, vilket möjliggjorde för OHER att lansera projektet 1986, och att begära anslag för Human Genome Project, vilka inkluderades i president Ronald Reagans budgetförslag för 1988, vilket antogs av USA:s kongress. Av särskild betydelse för kongressens godkännande var stödet från DeLisis vän, senatorn Peter Domenici. Denne var ordförande för både senatens utskott för energi och naturresurser och för budgetutskottet. Kongressen ökade anslaget till NIH och började därmed officiellt finansiera projektet genom de båda organen.
Alvin Trivelpiece sökte och fick godkännande för DeLisis förslag från vicesekreterare William Flynn Martin. Under våren 1986 informerade Trivelpiece, då direktören för kontoret för energiforskning på USA:s energidepartement, William Flynn Martin och statssekreterare Joseph Salgado rörande sina avsikter att omfördela 4 miljoner USD för att inleda projektet med godkännande från John S. Herrington. Denna omfördelning följdes av ett budgettillägg på 16 miljoner dollar i Reagan-administrationens budget år 1987.  Budgeten godkändes av båda kammarna. Projektet planerades pågå under 15 års tid.
Så tidigt som 1985 började möjliga tekniska lösningar att övervägas.
År 1990 hade DOE och NIH utvecklat ett samförståndsavtal beträffande projektet, vars genomförande startade 1990. På den tiden var David Galas direktör för det omdöpta “Office of Biological and Environmental Research” i USA:s energidepartements forskningskontor och James Watson ledde NIH Genome Program. År 1993 tog Aristides Patrinos över efter Galas och Francis Collins efterträdde James Watson, som övergripande projektledare som direktör på NIH:s National Human Genome Research Institute. Ett arbetsutkast av genomet tillkännagavs år 2000 och ett komplett 2003, men flera år senare publicerades ytterligare detaljerade analyser.
Det 3 miljarder USD stora projektet grundades formellt år 1990 av USA:s energidepartement och National Institutes of Health och förväntades ta 15 år. Utöver USA bestod det internationella konsortiet av genetiker från Storbritannien, Frankrike, Australien, Japan samt mängder av frivilliga förbindelser.
På grund av omfattande internationellt samarbete och framsteg på området genomik (särskilt i sekvensanalys), samt stora framsteg inom datortekniken, var ett "utkast" av genomet klart år 2000 (vilket gemensamt tillkännagavs av USA:s president Bill Clinton och den brittiska premiärministern Tony Blair den 26 juni 2000).
Det första tillgängliga utkastet av genomets konstruktion slutfördes av Genome Bioinformatics Group vid University of California, Santa Cruz, huvudsakligen ledd av doktoranden Jim Kent. Fortgående sekvensering ledde den 14 april 2003 till offentliggörandet av ett väsentligen fullständigt genom – två år tidigare än planerat. 
I maj 2006 passerades en milstolpe mot projektets färdigställande, när sekvensen av den sista kromosomen publicerades i Nature.